# Miklós Németh
Miklós Németh (Monok, 14 gennaio 1948) è un politico ungherese, Primo ministro dell'Ungheria dal 23 novembre 1988 al 23 maggio 1990.
Era uno dei capi del Partito Socialista Operaio Ungherese, l'ex-partito comunista dell'Ungheria in carica negli anni tumultuosi che portarono alla caduta del comunismo negli stati dell'Europa orientale e centrale.
Come Primo ministro, Németh prese la difficile decisione di permettere ai cittadini della Germania Est di scappare dal Paese attraverso il confine con l'Ungheria verso la Germania Ovest. Questa decisione aiutò fortemente la caduta del Muro di Berlino il 9 novembre 1989.
Dopo aver abbandonato l'incarico nel 1990, Németh divenne vicepresidente della Banca Europea per la Ricostruzione e lo Sviluppo (European Bank for Reconstruction and Development), con sede a Londra, l'istituzione finanziaria stabilita dalla comunità internazionale per aiutare i paesi dell'ex-blocco sovietico e l'Unione Sovietica stessa nella loro transizione verso economie di mercato democratiche. Lasciò la Banca nel 2000 per tornare in Ungheria, dove tentò di diventare il premier designato del partito socialista d'opposizione, ma non ci riuscì perché a questo ruolo fu nominato lo sfidante Péter Medgyessy, successivamente eletto alla carica di Primo Ministro.